# 盛和塾
盛和塾是日本一群企業家組成的學習團體，塾長是京瓷及KDDI的創辦稻盛和夫。由於京瓷在稻盛和夫的帶領下，成為京都少數的知名企業。使得越來越多的企業家，希望向稻盛和夫學習經營之道。於是在1983 年，一群京都企業家自發性的成立了學習團體「盛和塾」，請稻盛和夫擔任塾長。
盛和塾的最大特色盛和塾的成員，多數是企業的實際負責人。稻盛和夫分享自身所累積的經營智慧，課程的內容，以陶冶人心與拓展經營為主。目前，除了日本之外，盛和塾在美國、巴西、中國、台灣等地，都設立了分塾，塾生超過五千人。軟體銀行的創辦人孫正義，就是盛和塾早期的塾生。

## 外部連結
- 日本 https://web.archive.org/web/20130429003627/http://www.seiwajyuku.gr.jp/
- 美國 http://www.seiwajyuku.org/ （页面存档备份，存于）
- 巴西 https://web.archive.org/web/20131220091903/http://www.seiwajyukudobrasil.com.br/
- 中國-北京 http://www.daoshenghefu.com/ （页面存档备份，存于）
- 中國-大連 http://www.dl-seiwajyuku.com/ （页面存档备份，存于）
- 中國-廣東 http://www.gdshs.net/ （页面存档备份，存于）
- 中國-成都 http://www.cdshs.cn/%5B%5D
- 台灣 https://web.archive.org/web/20130324060000/http://www.seiwajyuku.com.tw/